# Potências Centrais
As Potências Centrais, também conhecidas como Impérios Centrais,  [a] foram uma das duas principais coligações que lutaram na Primeira Guerra Mundial (1914–1918). Consistia no Império Alemão, Áustria-Hungria, Império Otomano e Reino da Bulgária; também era conhecida como Quádrupla Aliança.  [b]
A origem das Potências Centrais foi a aliança entre a Alemanha e a Áustria-Hungria em 1879. Apesar de ter aderido nominalmente à Tríplice Aliança antes, o Reino da Itália não participou da Primeira Guerra Mundial ao lado das Potências Centrais e mais tarde aderiu ao lado das Potências Aliadas. O Império Otomano e a Bulgária só se uniram depois do início da Primeira Guerra Mundial. As Potências Centrais enfrentaram e foram derrotadas pelas Potências Aliadas, que se formaram em torno da Tríplice Entente.

## Nome
O nome Potências Centrais deriva da localização dos seus países membros; todos os quatro estavam localizados entre o Império Russo no leste e a França e o Reino Unido no oeste. 

## Colaboração
- Potências Aliadas e Centrais durante a Primeira Guerra Mundial
- Potências Aliadas
- Colônias, domínios, territórios ou ocupações aliadas
- PotênciasCentrais
- Colônias ou ocupações das Potências Centrais
- Países neutros

Na Ofensiva Gorlice-Tarnów, as forças alemãs lançaram um ataque às posições russas para diminuir a pressão sobre os austro-húngaros ao sul, desviando as tropas russas das linhas austro-húngaras.  Na Batalha de Caporetto, as forças austro-húngaras romperam as linhas italianas, em parte devido ao uso alemão de gás mostarda no Segundo Exército italiano. 
A Alemanha tinha planos de criar uma associação econômica Mitteleuropa. Os membros incluiriam a Áustria-Hungria, a Alemanha e outros. 

## Principais estados membros

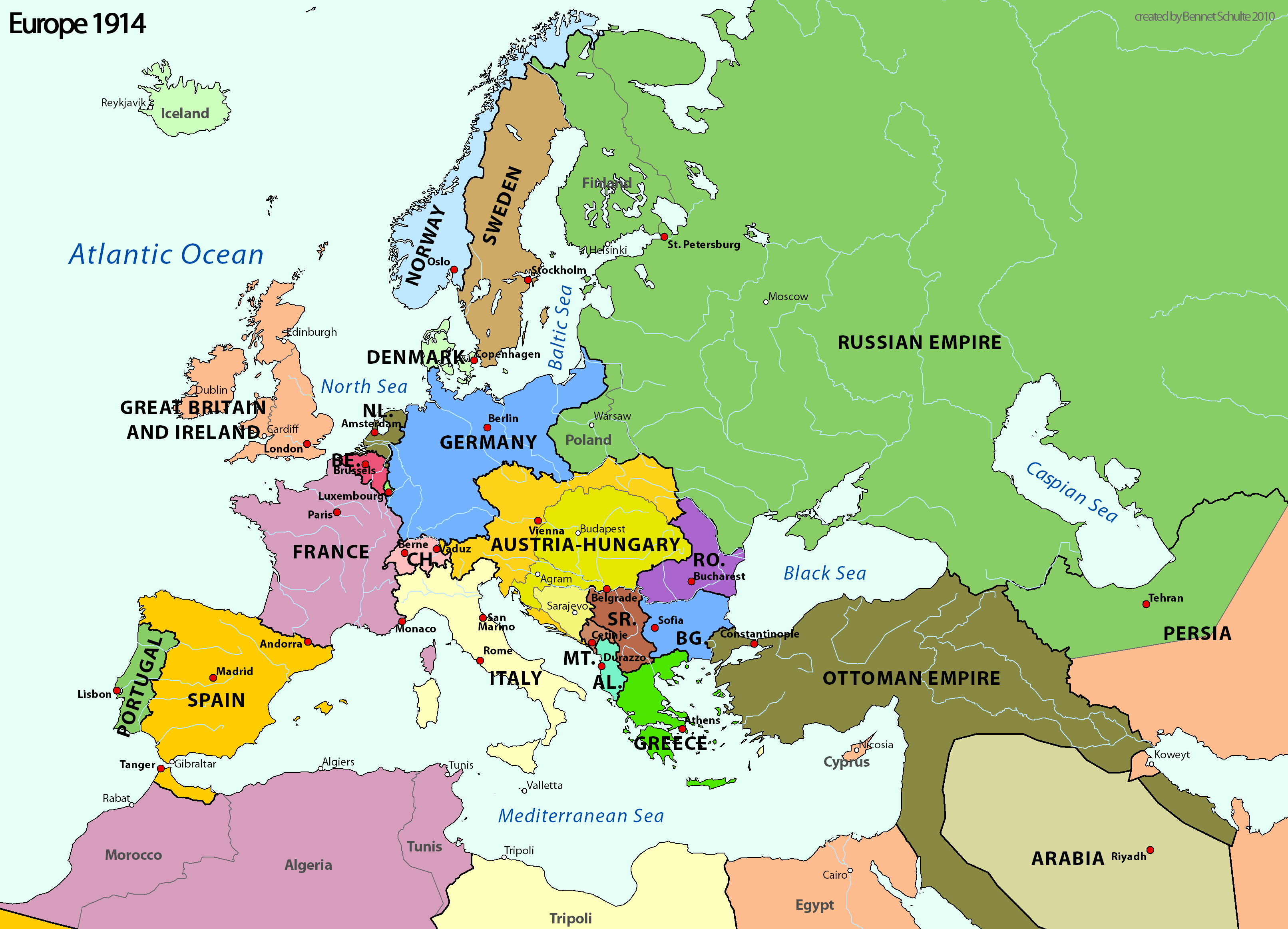
Europa em 1914

No início da guerra, as Potências Centrais consistiam no Império Alemão e no Império Austro-Húngaro. O Império Otomano juntou-se mais tarde em 1914, seguido pelo Reino da Bulgária em 1915. 
| País                   | Entrada                                                 |
| ---------------------- | ------------------------------------------------------- |
| Império Austro-Húngaro | 28 de julho de 1914                                     |
| Império Alemão         | 1 de agosto de 1914                                     |
| Império Otomano        | 2 de agosto de 1914, anunciado em 29 de outubro de 1914 |
| Reino da Bulgária      | 14 de outubro de 1915                                   |

### Império Alemão

#### Justificativas de guerra

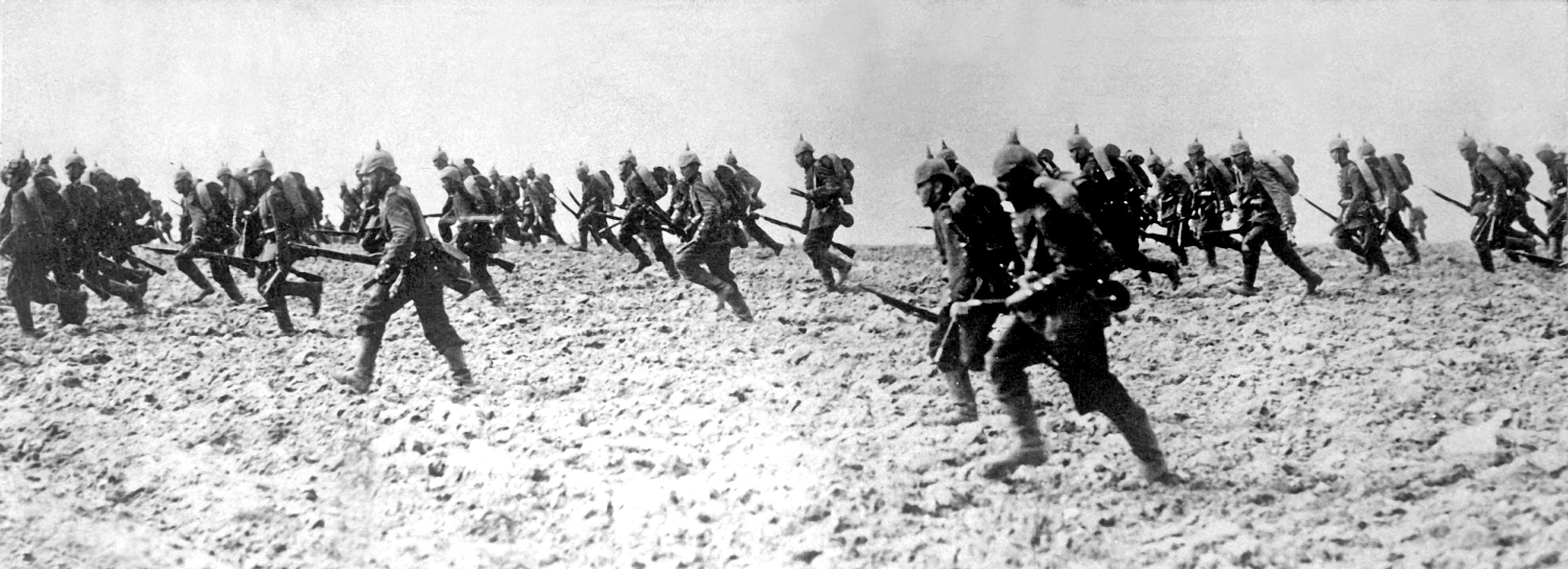
Soldados alemães no campo de batalha em agosto de 1914 na Frente Ocidental, logo após o início da guerra

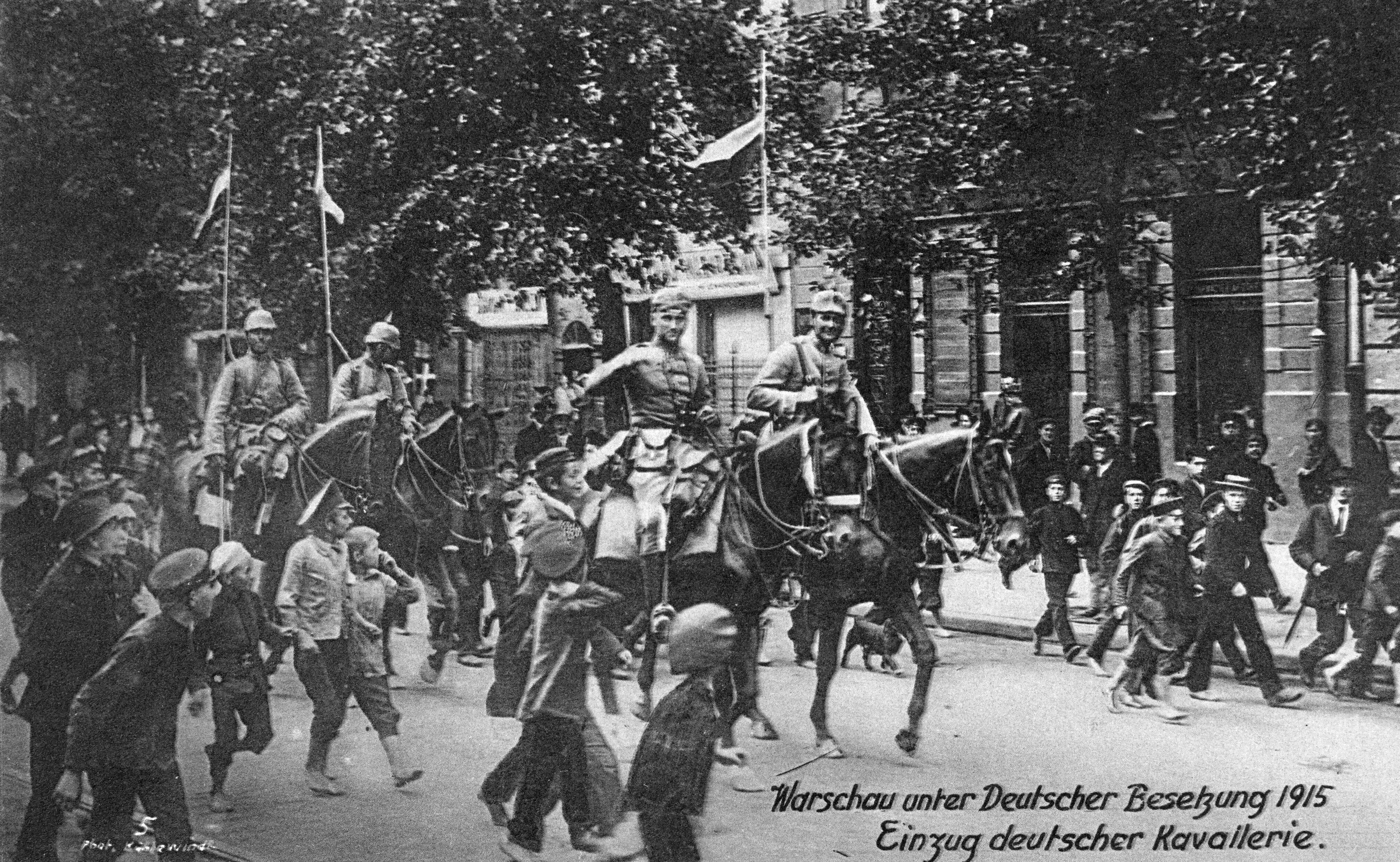
Cavalaria alemã entrando em Varsóvia em 1915

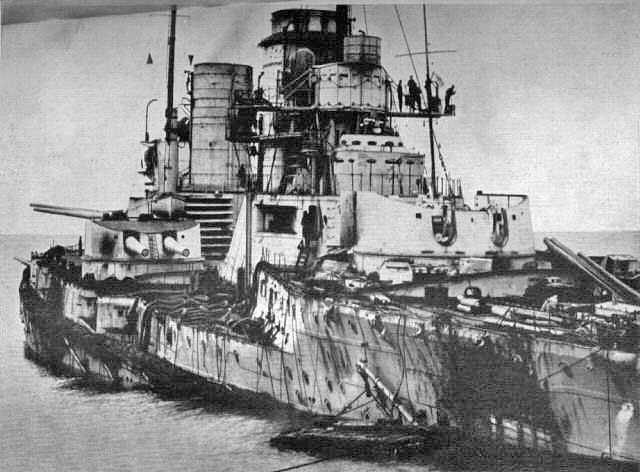
Cruzador de batalha alemão fortemente danificado após a Batalha da Jutlândia

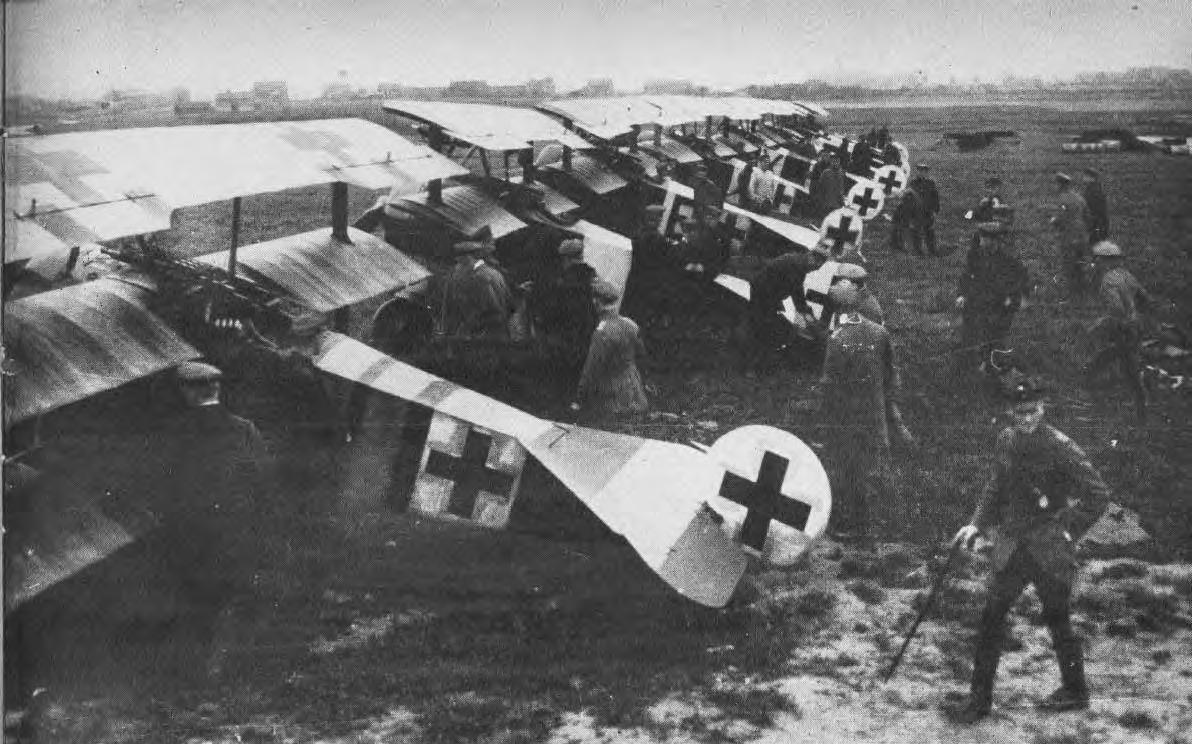
Avião de caça alemão Fokker Dr.I de Jasta 26 em Erchin na França ocupada pelos alemães

No início de julho de 1914, após o assassinato do arquiduque austro-húngaro Francisco Ferdinando e diante da perspectiva de guerra entre a Áustria-Hungria e a Sérvia, o Kaiser Guilherme II  e o governo alemão informaram ao governo austro-húngaro que a Alemanha manteria sua aliança com a Áustria-Hungria e a defenderia de uma possível intervenção russa se uma guerra entre a Áustria-Hungria e a Sérvia ocorresse.  Quando a Rússia promulgou uma mobilização geral, a Alemanha considerou o acto como provocador. :39 O governo russo prometeu à Alemanha que a sua mobilização geral não significava preparação para a guerra com a Alemanha, mas sim uma reacção às tensões entre a Áustria-Hungria e a Sérvia. :39 O governo alemão considerou a promessa russa de não haver guerra com a Alemanha um absurdo, tendo em conta a sua mobilização geral, e a Alemanha, por sua vez, mobilizou-se para a guerra. :39 Em 1 de agosto, a Alemanha enviou um ultimato à Rússia, declarando que, uma vez que tanto a Alemanha como a Rússia se encontravam em estado de mobilização militar, existia um estado de guerra efetivo entre os dois países. :95 Mais tarde naquele dia, a França, aliada da Rússia, declarou estado de mobilização geral. :95
Em agosto de 1914, a Alemanha atacou a Rússia, citando a agressão russa, como demonstrado pela mobilização do exército russo, que resultou na mobilização da Alemanha em resposta. 
Depois que a Alemanha declarou guerra à Rússia, a França, com sua aliança com a Rússia, preparou uma mobilização geral na expectativa de guerra. Em 3 de agosto de 1914, a Alemanha respondeu a esta ação declarando guerra à França.  A Alemanha, enfrentando uma guerra em duas frentes, promulgou o que ficou conhecido como Plano Schlieffen, que envolvia forças armadas alemãs se movendo pela Bélgica e avançando para o sul, em direção à França e à capital francesa, Paris. Esperava-se que esse plano permitisse uma rápida vitória contra os franceses e permitisse que as forças alemãs se concentrassem na Frente Oriental. A Bélgica era um país neutro e não aceitaria que forças alemãs cruzassem seu território. A Alemanha desrespeitou a neutralidade belga e invadiu o país para lançar uma ofensiva em direção a Paris. Isso fez com que a Grã-Bretanha declarasse guerra ao Império Alemão, pois a ação violava o Tratado de Londres que ambas as nações assinaram em 1839, garantindo a neutralidade belga. 
Posteriormente, vários estados declararam guerra à Alemanha no final de agosto de 1914, com a Itália declarando guerra à Alemanha em agosto de 1916,  os Estados Unidos em abril de 1917,  e a Grécia em julho de 1917. 

#### Colônias e dependências

##### Europa
Depois de derrotar com sucesso a França na Guerra Franco-Prussiana, o Império Alemão incorporou a província da Alsácia-Lorena após sua fundação em 1871. No entanto, a província ainda era reivindicada pelos revanchistas franceses,   levando ao seu retorno à França no Tratado de Versalhes. 

##### África
O Império Alemão chegou tarde à colonização, iniciando a expansão ultramarina apenas nas décadas de 1870 e 1880. A colonização foi contestada por grande parte do governo, incluindo o chanceler Otto von Bismarck, mas tornou-se uma potência colonial após participar da Conferência de Berlim. Depois, empresas privadas foram fundadas e começaram a colonizar partes da África, do Pacífico e da China. Mais tarde, esses grupos tornaram-se protetorados e colônias alemãs. 
Camarões foi uma colônia alemã que existiu de 1884 até sua ocupação completa em 1915. Foi cedido à França como um Mandato da Liga das Nações no final da guerra. 
A África Oriental Alemã foi fundada em 1885 e expandida para incluir a atual Tanzânia (exceto Zanzibar), Ruanda, Burundi e partes de Moçambique . Foi a única colônia alemã que não foi totalmente conquistada durante a guerra, com a resistência do comandante Paul von Lettow-Vorbeck durando até novembro de 1918. Mais tarde, foi entregue aos Aliados em 1919 e dividido entre o Congo Belga, Moçambique Português e a recém-fundada colônia de Tanganica. 
O Sudoeste da África, atual Namíbia, ficou sob domínio alemão em 1885 e foi absorvido pela África do Sul após sua invasão em 1915. 
Togolândia, agora parte de Gana, foi transformada em protetorado alemão em 1884. No entanto, após uma rápida campanha, foi ocupada pelos Aliados em 1915 e dividida entre a Togolândia Francesa e a Togolândia Britânica. 

##### Ásia
O Território Arrendado da Baía de Kiauchau era uma dependência alemã no Leste Asiático arrendada à China em 1898.  As forças japonesas ocuparam-na após o cerco de Tsingtao. 
O Império Austríaco tinha uma concessão estrangeira em Tianjin, que foi rapidamente invadida pela China em 1917, bem como a concessão alemã de Tientsin e em Hankou. 

##### Pacífico
A Nova Guiné Alemã era um protetorado alemão no Pacífico. Foi ocupada pelas forças australianas em 1914. 
A Samoa Alemã era um protetorado alemão desde a Convenção Tripartite.  Foi ocupada pela Força Expedicionária da Nova Zelândia em 1914. 

#### Declarações de guerra
| Data         | Declarado por     | Declarado contra |
| 1914         | 1914              | 1914             |
| ------------ | ----------------- | ---------------- |
| 1 de agosto  | Império Alemão    | Império Russo    |
| 3 de agosto  | Império Alemão    | Bélgica França   |
| 4 de agosto  | Império Britânico | Império Alemão   |
| 6 de agosto  | Sérvia            | Império Alemão   |
| 8 de agosto  | Montenegro        | Império Alemão   |
| 23 de agosto | Japão             | Império Alemão   |
| 1915         |                   |                  |
| 28 de agosto | Itália            | Império Alemão   |
| 1916         |                   |                  |
| 9 de março   | Império Alemão    | Portugal         |
| 28 de agosto | Império Alemão    | Romênia          |
| 1917         |                   |                  |
| 6 de abril   | Estados Unidos    | Império Alemão   |
| 7 de abril   | Panamá            | Império Alemão   |
| 7 de abril   | Cuba              | Império Alemão   |
| 27 de junho  | Grécia            | Império Alemão   |
| 22 de julho  | Sião              | Império Alemão   |
| 4 de agosto  | Libéria           | Império Alemão   |
| 14 de agosto | China             | Império Alemão   |
| 26 October   | Brasil            | Império Alemão   |
| 1918         |                   |                  |
| 23 de abril  | Guatemala         | Império Alemão   |
| 6 de maio    | Nicarágua         | Império Alemão   |
| 23 de maio   | Costa Rica        | Império Alemão   |
| 12 de julho  | Haiti             | Império Alemão   |
| 19 de julho  | Honduras          | Império Alemão   |

### Império Austro-Húngaro

#### Justificativas de guerra

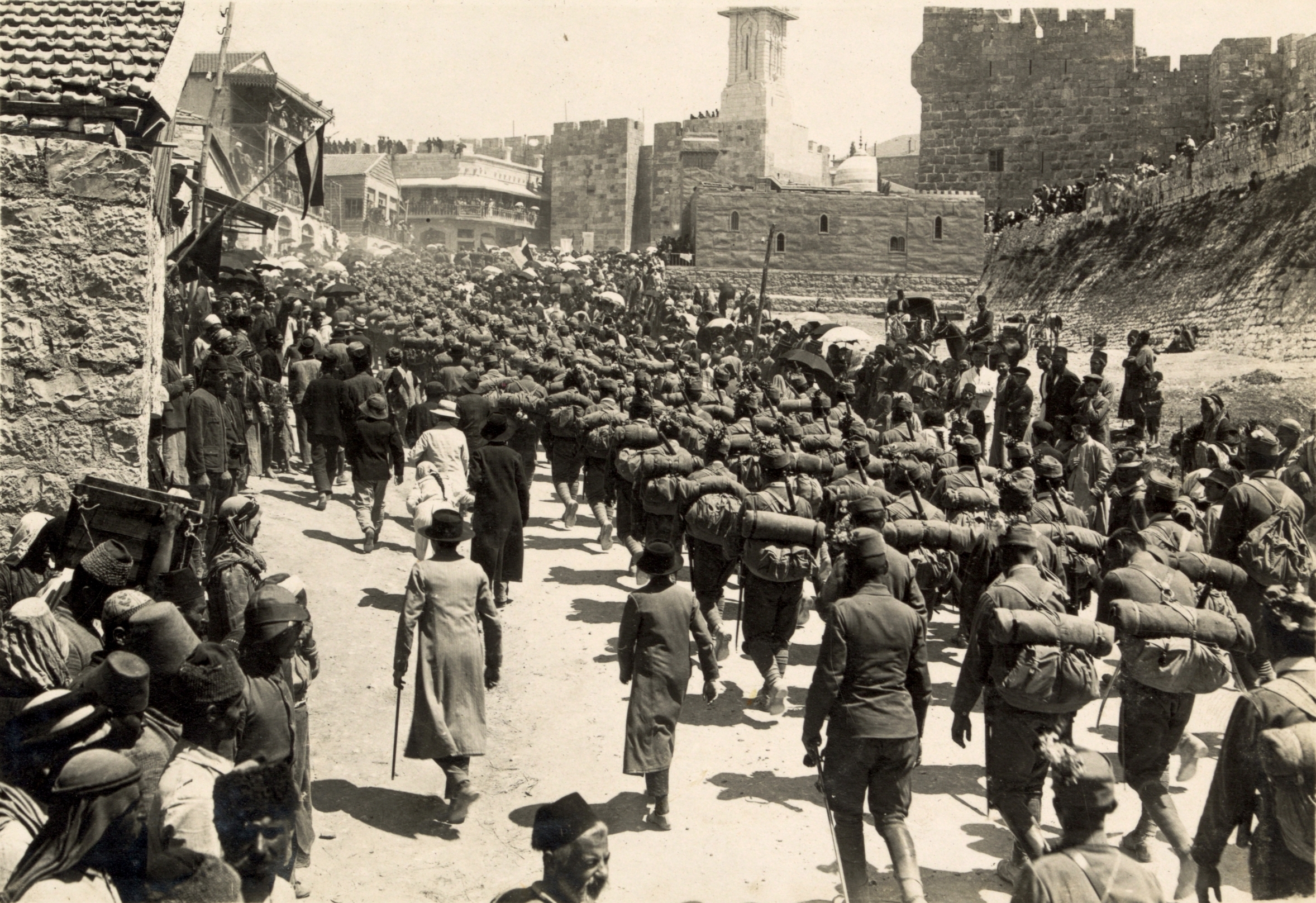
Soldados austro-húngaros marchando até O Monte Sião em Jerusalém no Império Otomano, durante a campanha do Oriente Médio

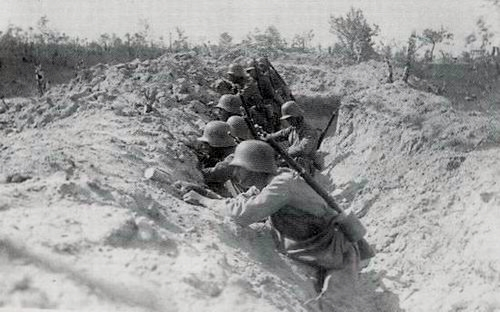
Soldados austro-húngaros em uma trincheira na frente italiana

A Áustria-Hungria considerou que o assassinato do arquiduque Francisco Fernando foi orquestrado com a ajuda da Sérvia.  O país viu o assassinato como o estabelecimento de um precedente perigoso de encorajamento da população eslava do sul do país a rebelar-se e a ameaçar destruir o país multinacional. :39 A Áustria-Hungria enviou um ultimato formal à Sérvia exigindo uma investigação em grande escala da cumplicidade do governo sérvio no assassinato e o cumprimento total da Sérvia em concordar com os termos exigidos pela Áustria-Hungria.  A Sérvia se submeteu a aceitar a maioria das exigências. Contudo, a Áustria-Hungria considerou isto insuficiente e utilizou esta falta de cumprimento total para justificar a intervenção militar.  Estas exigências foram vistas como uma cobertura diplomática para uma inevitável declaração de guerra austro-húngara à Sérvia. 
A Rússia avisou a Áustria-Hungria que o governo russo não toleraria que a Áustria-Hungria invadisse a Sérvia.  No entanto, com a Alemanha a apoiar as ações da Áustria-Hungria, o governo austro-húngaro esperava que a Rússia não interviesse e que o conflito com a Sérvia permanecesse um conflito regional. 
A invasão da Sérvia pela Áustria-Hungria resultou na declaração de guerra da Rússia ao país, e a Alemanha, por sua vez, declarou guerra à Rússia, dando início ao choque de alianças que resultou na Guerra Mundial. 

#### Território
A Áustria-Hungria foi dividida internamente em dois estados com seus próprios governos, unidos pelo trono dos Habsburgos. A Áustria, também conhecida como Cisleitânia, continha vários ducados e principados, mas também o Reino da Boêmia,  o Reino da Dalmácia,  e o Reino da Galícia e Lodoméria.  A Hungria (Transleitânia) era composta pelo Reino da Hungria  e pelo Reino da Croácia-Eslavônia.  Na Bósnia e Herzegovina, a autoridade soberana era partilhada pela Áustria e pela Hungria. 

#### Declarações de guerra
| Data           | Declarado por            | Declarado contra |
| 1914           | 1914                     | 1914             |
| -------------- | ------------------------ | ---------------- |
| 28 de julho    | Áustria-Hungria          | Sérvia           |
| 1 de agosto    | Montenegro               | Áustria-Hungria  |
| 6 de agosto    | Áustria-Hungria          | Império Russo    |
| 12 de agosto   | Império Britânico França | Áustria-Hungria  |
| 25 de agosto   | Japão                    | Áustria-Hungria  |
| 28 de agosto   | Áustria-Hungria          | Bélgica          |
| 1915           |                          |                  |
| 23 de maio     | Itália                   | Áustria-Hungria  |
| 1916           |                          |                  |
| 15 de março    | Áustria-Hungria          | Portugal         |
| 28 de agosto   | Romênia                  | Áustria-Hungria  |
| 1917           |                          |                  |
| 27 de junho    | Grécia                   | Áustria-Hungria  |
| 22 de julho    | Sião                     | Áustria-Hungria  |
| 14 de agosto   | China                    | Áustria-Hungria  |
| 7 de dezembro  | Estados Unidos           | Áustria-Hungria  |
| 10 de dezembro | Panamá                   | Áustria-Hungria  |
| 1918           |                          |                  |
| 6 de maio      | Nicarágua                | Áustria-Hungria  |

### Império Otomano

#### Justificativas de guerra

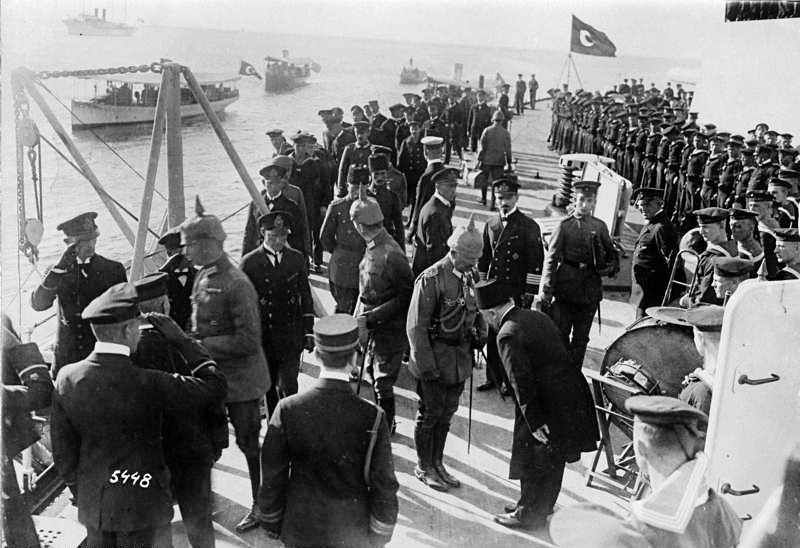
Kaiser Guilherme II visitando o cruzador turco Yavuz Sultan Selim durante sua estadia em Istambul em outubro de 1917 como convidado do sultão Maomé V

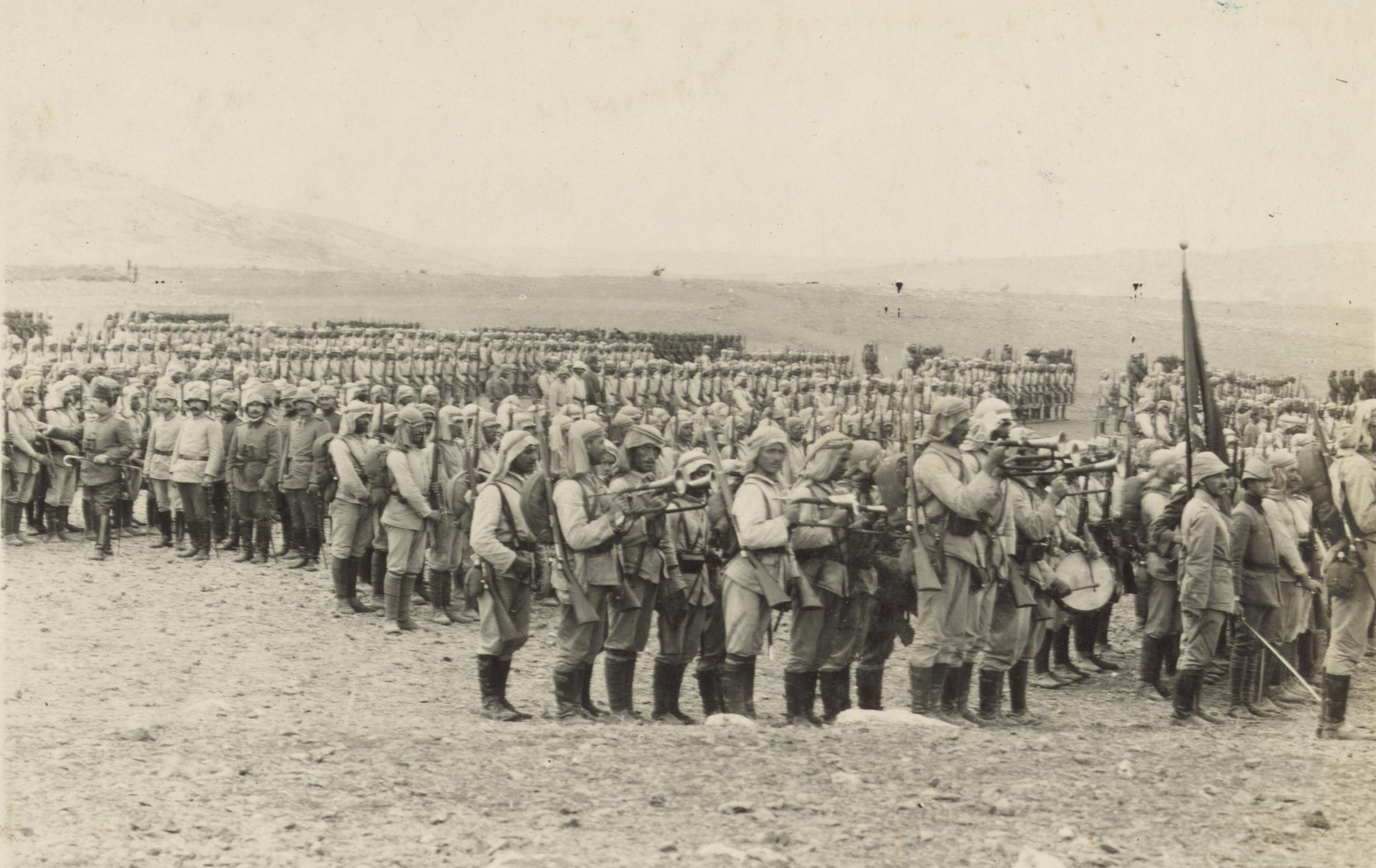
Soldados otomanos em preparativos militares para um ataque ao Canal de Suez em 1914

O Império Otomano entrou na guerra ao lado das Potências Centrais em novembro de 1914. O Império Otomano ganhou fortes ligações económicas com a Alemanha através do projeto ferroviário Berlim-Bagdá, que ainda estava incompleto na altura.  O Império Otomano fez uma aliança formal com a Alemanha assinada em 2 de agosto de 1914. :292 O tratado de aliança esperava que o Império Otomano se envolvesse no conflito num curto espaço de tempo. :292 No entanto, durante os primeiros meses da guerra, o Império Otomano manteve a neutralidade, embora tenha permitido que um esquadrão naval alemão entrasse e permanecesse perto do estreito de Bósforo.  Os funcionários otomanos informaram o governo alemão que o país precisava de tempo para se preparar para o conflito.  A Alemanha forneceu ajuda financeira e remessas de armas ao Império Otomano. :292
Após a pressão crescente do governo alemão exigindo que o Império Otomano cumprisse suas obrigações do tratado, ou então a Alemanha expulsaria o país da aliança e encerraria a assistência econômica e militar, o governo otomano entrou na guerra com os cruzadores recentemente adquiridos da Alemanha, junto com sua própria marinha, lançando um ataque naval aos portos russos de Odessa, Sebastopol, Novorossiysk, Feodosia e Yalta,   engajando-se assim em uma ação militar de acordo com suas obrigações de aliança com a Alemanha. Pouco depois, a Tríplice Entente declarou guerra ao Império Otomano. :293

#### Declarações de guerra
| Data           | Declarado por            | Declarado contra                      |
| 1914           | 1914                     | 1914                                  |
| -------------- | ------------------------ | ------------------------------------- |
| 1 de novembro  | Império Russo            | Império Otomano                       |
| 5 de novembro  | França Império Britânico | Império Otomano                       |
| 11 de novembro | Império Otomano          | Império Russo Império Britânico Japão |
| 2 de dezembro  | Sérvia                   | Império Otomano                       |
| 3 de dezembro  | Montenegro               | Império Otomano                       |
| 5 de dezembro  | Japão                    | Império Otomano                       |
| 1915           |                          |                                       |
| 21 de agosto   | Itália                   | Império Otomano                       |
| 1916           |                          |                                       |
| 30 de agosto   | Império Otomano          | Romênia                               |
| 1917           |                          |                                       |
| 27 de junho    | Grécia                   | Império Otomano                       |

### Reino da Bulgária

#### Justificativas de guerra

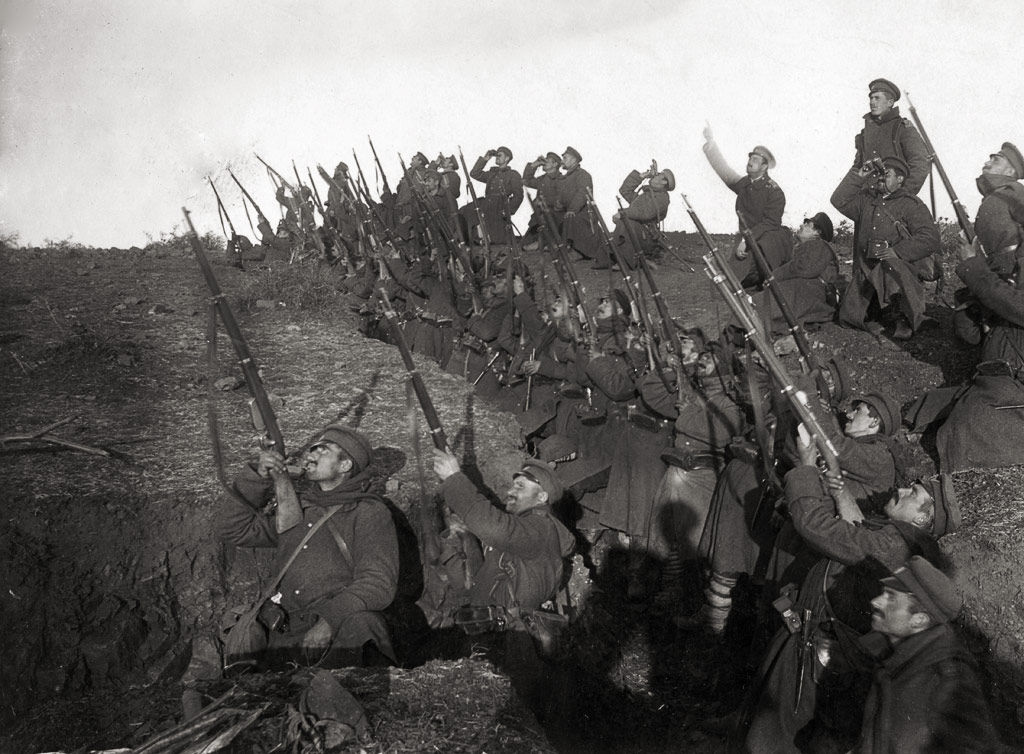
Soldados búlgaros atirando em aeronaves que se aproximam

Após a derrota da Bulgária em julho de 1913 nas mãos da Sérvia, Grécia e Romênia. Assinou um tratado de aliança defensiva com o Império Otomano em 19 de agosto de 1914.  A Bulgária foi o último país a juntar-se às Potências Centrais, o que fez em Outubro de 1915, ao declarar guerra à Sérvia.  Invadiu a Sérvia em conjunto com as forças alemãs e austro-húngaras. 
A Bulgária tinha reivindicações sobre a região de Macedônia do Vardar então ocupada pela Sérvia após as Guerras dos Balcãs de 1912-1913 e o Tratado de Bucareste (1913).  Como condição para entrar na guerra ao lado das Potências Centrais, foi concedido à Bulgária o direito de reclamar esse território.  

#### Declarações de guerra
| Data          | Declarado por                | Declarado contra |
| 1915          | 1915                         | 1915             |
| ------------- | ---------------------------- | ---------------- |
| 14 de outubro | Bulgária                     | Sérvia           |
| 15 de outubro | Império Britânico Montenegro | Bulgária         |
| 16 de outubro | França                       | Bulgária         |
| 19 de outubro | Itália Império Russo         | Bulgária         |
| 1916          |                              |                  |
| 1 de setembro | Bulgária                     | Romênia          |
| 1917          |                              |                  |
| 2 de julho    | Grécia                       | Bulgária         |

## Co-beligerantes

Bandeira da República Sul-Africana

### República Sul-Africana
Em oposição às operações ofensivas da União Sul-Africana, que havia se juntado à guerra, oficiais do exército bôer do que hoje é conhecido como Rebelião de Maritz "refundaram" a República Sul-Africana em setembro de 1914. A Alemanha auxiliou os rebeldes, com alguns operando dentro e fora da colônia alemã do Sudoeste Africano Alemão. Os rebeldes foram todos derrotados ou capturados pelas forças do governo sul-africano em 4 de fevereiro de 1915. 

### Ordem Senussi

Bandeira dos Senussi

A Ordem Senussi era uma tariqa político-religiosa muçulmana (ordem sufi) e um clã na Líbia, anteriormente sob controle otomano, que foi perdido para a Itália em 1912.  Em 1915, eles foram cortejados pelo Império Otomano e pela Alemanha, e o Grande Senussi Ahmed Sharif as-Senussi declarou a jihad e atacou os italianos na Líbia e os britânicos no Egito na Campanha de Senussi. 

#### Declarações de guerra
| Data         | Declarado por | Declarado contra |
| 1915         | 1915          | 1915             |
| ------------ | ------------- | ---------------- |
| 21 de agosto | Itália        | Senussi          |

### Sultanato de Darfur

Bandeira de Darfur

Em 1915, o Sultanato de Darfur renunciou à fidelidade ao governo sudanês e alinhou-se aos otomanos. Eles conseguiram contatá-los através dos Senussi . Antes disso, eles eram aliados britânicos. A Expedição Anglo-Egípcia a Darfur invadiu preventivamente para impedir um ataque ao Sudão.  Uma pequena força foi enviada atrás do sultão e ele foi morto em ação em novembro de 1916.  A invasão terminou com uma vitória anglo-egípcia em novembro de 1916. 

### Confederação Zaiana
A Confederação Zaiana começou a lutar contra a França na Guerra Zaiana para impedir a expansão francesa em Marrocos.  Os combates duraram de 1914 e continuaram após o fim da Primeira Guerra Mundial, até 1921. As Potências Centrais (principalmente os alemães) começaram a tentar incitar a agitação para, esperançosamente, desviar os recursos franceses da Europa. 

### Estado Dervixe

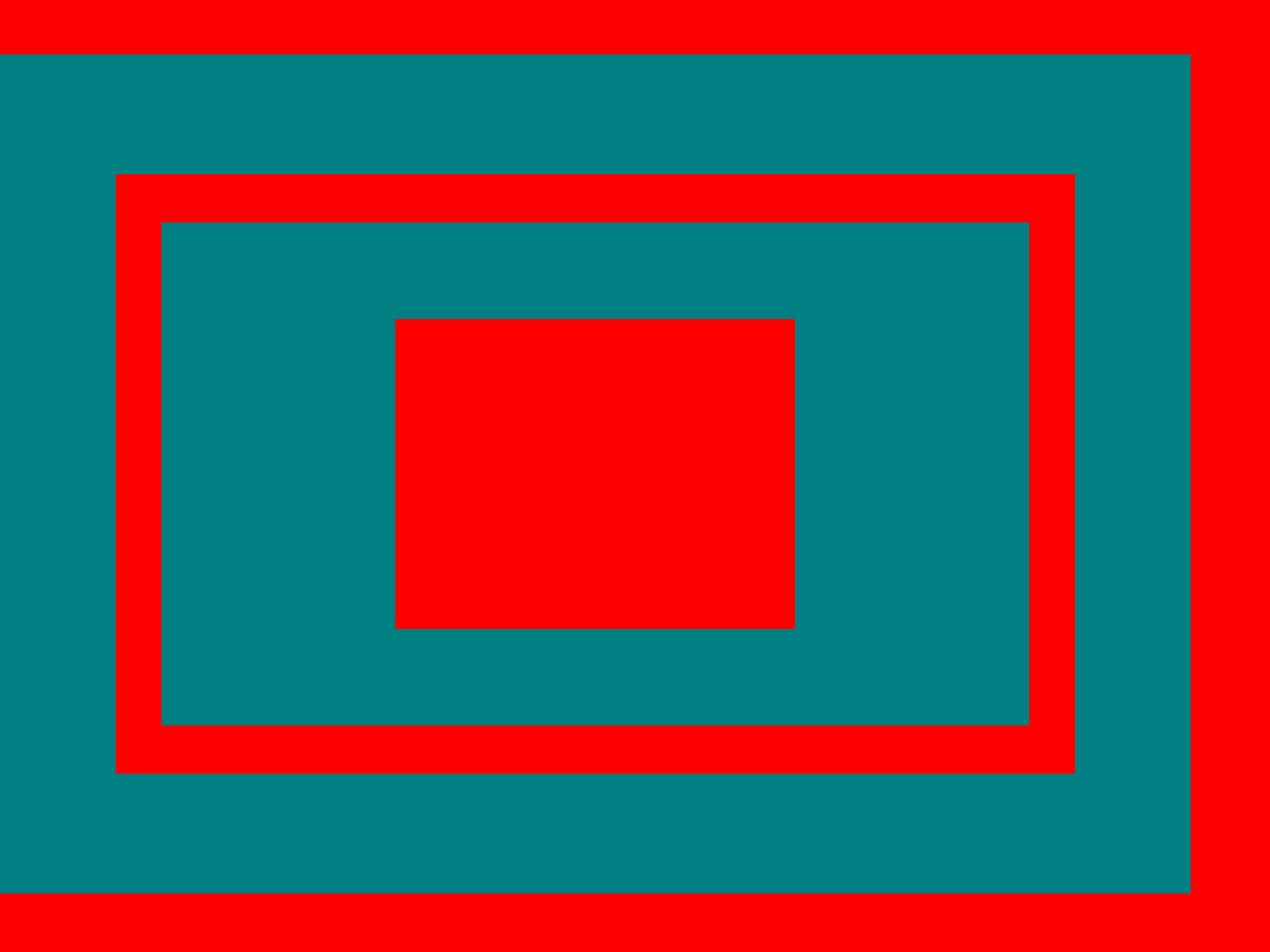
Bandeira do Dervixe

O Estado Dervixe lutou contra os impérios britânico, etíope, italiano e francês entre 1896 e 1925.  Durante a Primeira Guerra Mundial, o Estado Dervixe recebeu muitos suprimentos dos Impérios Alemão e Otomano para continuar lutando contra os Aliados. No entanto, a pilhagem de outras tribos somalis no ataque de Korahe acabou por levar ao seu colapso em 1925.    

### Estados clientes
Tanto os otomanos quanto os alemães tinham estados clientes, listados abaixo.
| Estado cliente                      | Estado responsável |
| ----------------------------------- | ------------------ |
| Reino da Polônia                    | Império Alemão     |
| Reino da Lituânia                   | Império Alemão     |
| República Popular Bielorrussa       | Império Alemão     |
| Estado Ucraniano                    | Império Alemão     |
| Governo Regional da Crimeia         | Império Alemão     |
| República Popular de Cubã           | Império Alemão     |
| Ducado da Curlândia e Semigália     | Império Alemão     |
| Ducado do Báltico                   | Império Alemão     |
| Reino da Finlândia                  | Império Alemão     |
| República Democrática da Geórgia    | Império Alemão     |
| República do Don                    | Império Alemão     |
| Emirado de Jabal Xamar              | Império Otomano    |
| República Democrática do Azerbaijão | Império Otomano    |
| Catar                               | Império Otomano    |
| Imamato do Iêmen                    | Império Otomano    |

## Nações apoiadas pelas Potências Centrais
Os estados listados nesta seção não eram oficialmente membros das Potências Centrais. Ainda assim, durante a guerra, eles cooperaram com um ou mais membros das Potências Centrais em um nível que torna sua neutralidade discutível.

### Etiópia

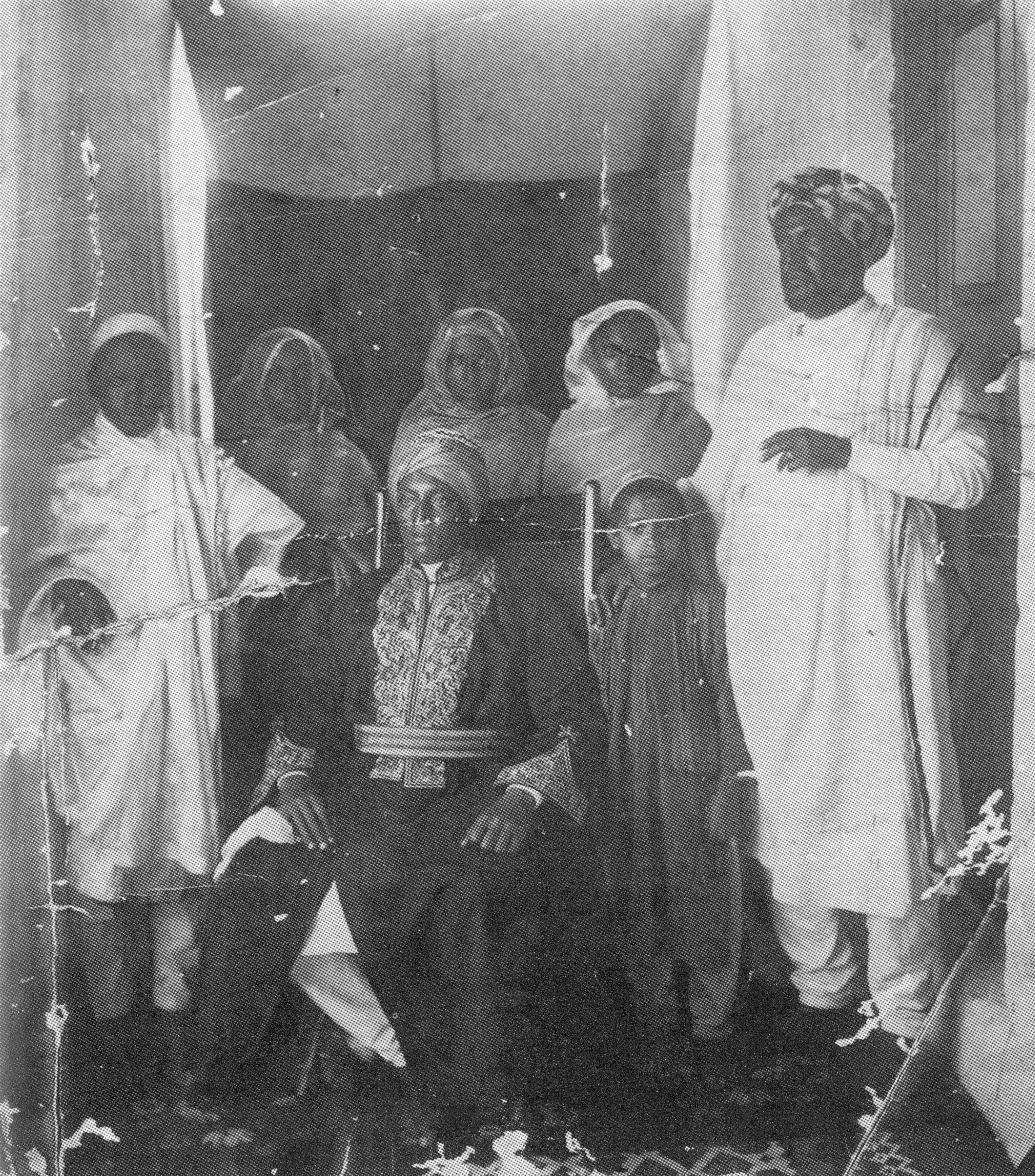
Lij Iyasu, governante da Etiópia até 1916, retratado em seu turbante de estilo otomano com o governador Abdullahi Sadiq

O Império Etíope foi oficialmente neutro durante a Primeira Guerra Mundial, mas foi amplamente suspeito de simpatia pelas Potências Centrais entre 1915 e 1916. Na época, a Etiópia era um dos dois únicos estados totalmente independentes na África (o outro era a Libéria) e uma grande potência no Chifre da África. O seu governante, Lij Iyasu, era amplamente suspeito de abrigar sentimentos pró-islâmicos e de ser simpático ao Império Otomano.  O Império Alemão também tentou se aproximar de Iyasu, enviando diversas expedições malsucedidas à região para tentar encorajá-la a colaborar em uma revolta no estilo da Revolta Árabe na África Oriental. Uma das expedições malsucedidas foi liderada por Leo Frobenius, um célebre etnógrafo e amigo pessoal do Kaiser Wilhelm II. Sob as instruções de Iyasu, a Etiópia provavelmente forneceu armas aos rebeldes dervixes muçulmanos durante a Campanha da Somalilândia de 1915 a 1916, ajudando indiretamente a causa das Potências Centrais. 
Os Aliados pressionaram conjuntamente a aristocracia para a remoção do imperador designado em 10 de setembro de 1916, afirmando que ele era uma ameaça tanto para os Aliados quanto para a Etiópia.  Temendo a crescente influência de Iyasu e do Império Otomano, os nobres cristãos da Etiópia conspiraram contra Iyasu. Iyasu foi primeiramente excomungado pelo Patriarca Ortodoxo Etíope e eventualmente deposto em um golpe de estado em 27 de setembro de 1916. Um regente menos pró-otomano, Ras Tafari Makonnen, foi instalado no trono. 

### Liechtenstein

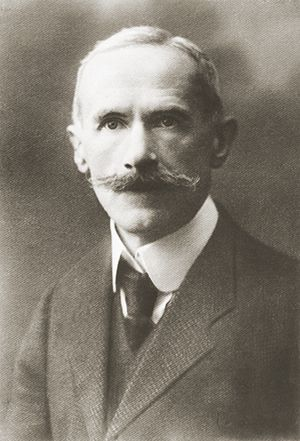
Leopold Freiherr von Imhof, governador de Liechtenstein de 1914 a 1918

Liechtenstein foi oficialmente neutro durante a Primeira Guerra Mundial, embora a população em geral e o governo apoiassem as Potências Centrais, particularmente a Áustria-Hungria, com a qual os dois países mantinham uma união aduaneira desde 1852. No entanto, a partir de Setembro de 1914, as entregas de alimentos da Áustria-Hungria começaram a diminuir, o que rapidamente azedou o apoio inicial à guerra.  Em 1916, todas as entregas de alimentos da Áustria-Hungria cessaram, o que forçou o Liechtenstein a procurar laços mais estreitos com a Suíça, a fim de garantir a continuidade das entregas de alimentos.   A partir de 1916, o Liechtenstein foi embargado pelos países da Entente devido às suas ligações às Potências Centrais, o que causou desemprego em massa no país.  O governo manteve-se simpático às Potências Centrais até 7 de novembro de 1918, quando ocorreu o golpe de Estado de Liechtenstein em novembro de 1918 e um novo governo assumiu o poder. 

### Alto Asir
O Alto Asir revoltou-se contra Asir em 1916, possivelmente com a ajuda de Hejaz.  Foi liderado por Hassan bin Ali al-Aidh.  Foi então dividido entre os sauditas e os idríssidas em 30 de agosto de 1920. 

### Reino da Grécia
O Reino da Grécia estava em uma disputa política com os venizelistas. As Potências Centrais apoiaram os monarquistas até a abdicação do Rei Constantino em 1917. 

### Romênia
Após o armistício com as Potências Centrais, a Romênia se envolveu na Guerra Civil Russa contra os Brancos e os Vermelhos. A Romênia lutou ao lado das Potências Centrais até se juntar novamente à guerra contra elas em 10 de novembro de 1918. 

### Calantão
Os rebeldes malaios de Calantão foram apoiados pelos impérios otomano e alemão durante sua revolta anticolonial contra o Império Britânico em 1915. 

## Outros combatentes
Outros movimentos apoiaram os esforços das Potências Centrais por seus próprios motivos, como os nacionalistas irlandeses radicais que lançaram a Revolta da Páscoa em Dublin em abril de 1916; eles se referiam aos seus "aliados galantes na Europa". No entanto, a maioria dos nacionalistas irlandeses apoiou o esforço de guerra britânico e aliado até 1916, quando o cenário político irlandês estava mudando. Em 1914, Józef Piłsudski recebeu permissão da Alemanha e da Áustria-Hungria para formar legiões polonesas independentes. Piłsudski queria que suas legiões ajudassem as Potências Centrais a derrotar a Rússia e então se aliar à França e ao Reino Unido e vencer a guerra com eles.  Abaixo está uma lista desses combatentes.
- Exército Civil Irlandês[106]
- Irmandade Republicana Irlandesa
- Voluntários Irlandeses
- Guarda Branca (Finlândia)[107]
- Legiões Polonesas[108]
- Organização Revolucionária Interna da Macedônia[109]
- Ahl Haydara Mansur[110]

## Armistício e tratados
A Bulgária assinou um armistício com os Aliados em 29 de setembro de 1918, após um avanço aliado bem-sucedido na Macedônia.  O Império Otomano seguiu o exemplo em 30 de outubro de 1918, face aos ganhos britânicos e árabes na Palestina e na Síria.  A Áustria e a Hungria concluíram cessar-fogo separadamente durante a primeira semana de novembro, após a desintegração do Império Habsburgo e a ofensiva italiana em Vittorio Veneto;   A Alemanha assinou o armistício que pôs fim à guerra na manhã de 11 de novembro de 1918, após a Ofensiva dos Cem Dias e uma sucessão de avanços das forças neozelandesas, australianas, canadenses, belgas, britânicas, francesas e americanas no nordeste da França e na Bélgica. Não houve um tratado unificado que pusesse fim à guerra; as Potências Centrais foram tratadas em tratados separados. 
| País              | Data                   |
| ----------------- | ---------------------- |
| Reino da Bulgária | 29 de setembro de 1918 |
| Império Otomano   | 30 de outubro de 1918  |
| Áustria-Hungria   | 4 de novembro de 1918  |
| Império Alemão    | 11 de novembro de 1918 |

| País                         | Tratado                               | Resultados | Data                                      |
| ---------------------------- | ------------------------------------- | --- | ----------------------------------------- |
| República de Weimar          | Tratado de Versalhes                  | A Alemanha foi obrigada a desmilitarizar a Renânia, a reduzir o seu exército para 100.000 homens e a marinha para 15.000 marinheiros, e a pagar 132 mil milhões de marcos de ouro (33 mil milhões de dólares). Tanques, submarinos e força aérea foram todos proibidos. | 28 de junho de 1919                       |
| Primeira República Austríaca | Tratado de Saint-Germain-en-Laye      | | 10 de setembro de 1919                    |
| Reino da Bulgária            | Tratado de Neuilly-sur-Seine          | | 27 de novembro de 1919                    |
| Reino da Hungria             | Tratado de Trianon                    | | 4 de junho de 1919                        |
| Império Otomano / Turquia    | Tratado de Sèvres/Tratado de Lausanne | O Tratado de Sèvres causou ressentimento entre a população turca do Império Otomano e resultou na eclosão da Guerra da Independência Turca, após a qual o Tratado de Lausanne foi assinado.                                                                             | 10 de agosto de 1920/24 de agosto de 1923 |

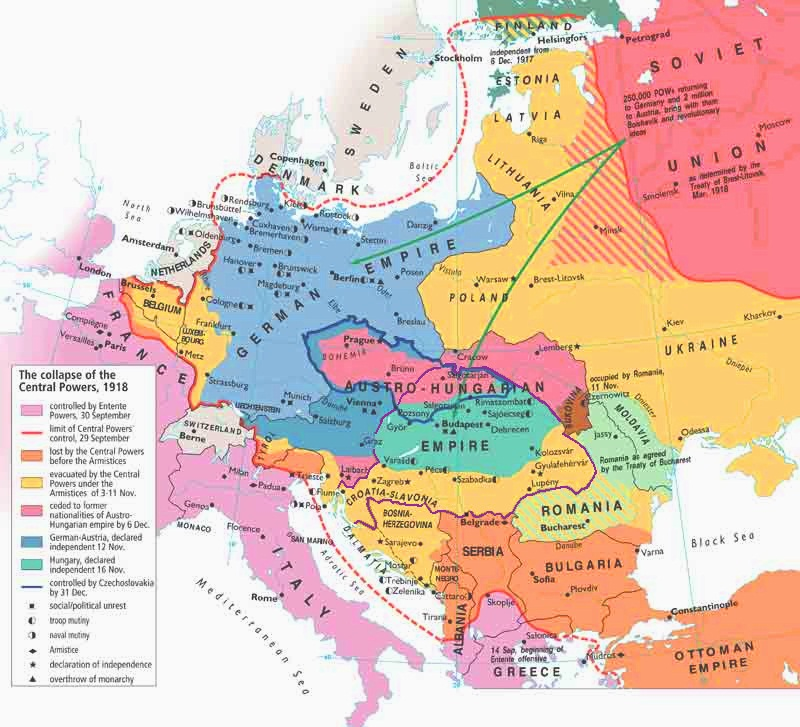
O colapso das Potências Centrais em 1918
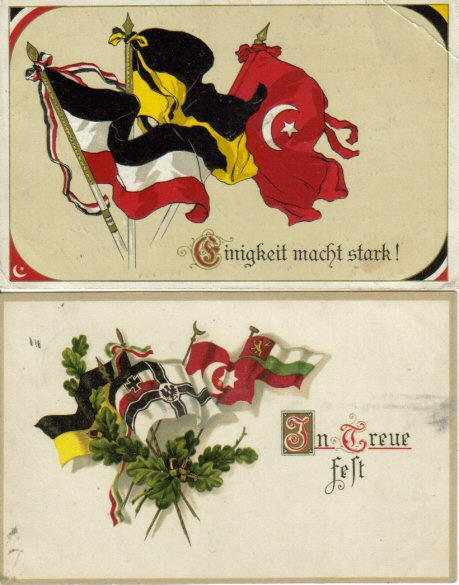
Um cartão postal representando as bandeiras dos países das Potências Centrais
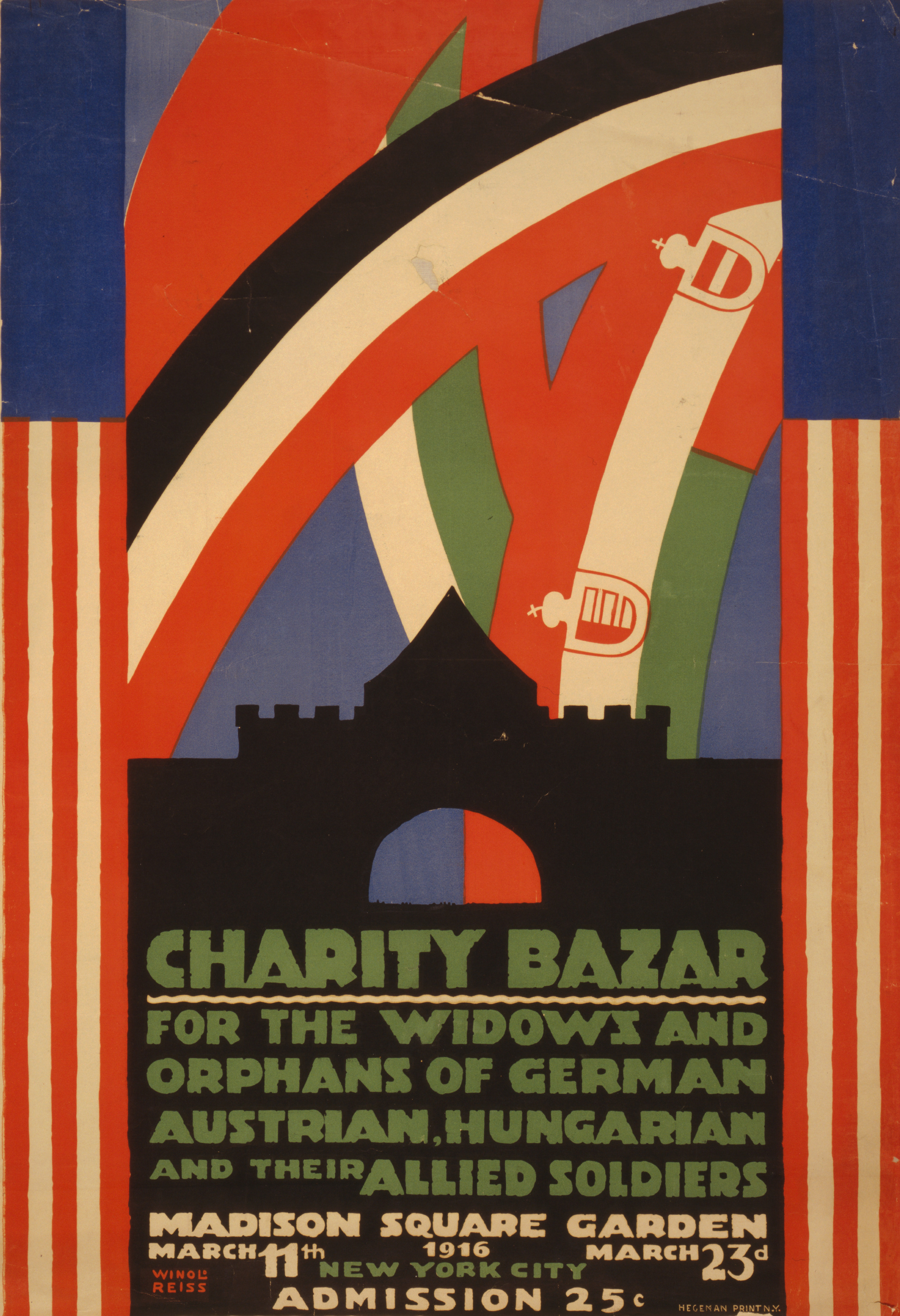
Cartaz de um bazar beneficente de 1916 para arrecadar fundos para viúvas e órfãos dos estados das Potências Centrais
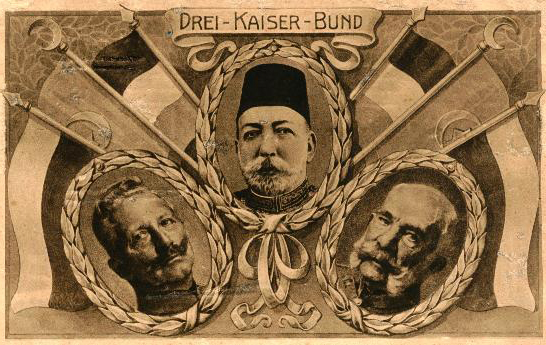
Os líderes das Potências Centrais em 1914

## Líderes

### Império Austro-Húngaro
- Francisco José I – Imperador da Áustria e Rei Apostólico da Hungria, 1848–1916[116]
- Carlos I – Imperador da Alemanha, 1916–1918[117]

### Império Alemão
- Guilherme II – Imperador da Alemanha, 1888–1918[118]

### Império Otomano
- Maomé V Raxade – Sultão do Império Otomano, 1909–1918[119]
- Mehmed VI – Sultão do Império Otomano, 1918–1922[120]

### Reino da Bulgária
- Fernando I – Tsar da Bulgária, 1887–1918[121]

### Sultanato de Darfur
- Ali Dinar – Sultão de Darfur, 1899–1916[122]

### República Sul-Africana
- Manie Maritz – Líder da Rebelião de Maritz, 1914–1915[123]

### Estado Dervixe
- Muḥammad ibn 'Abdallāh Hassan – Emir do Estado Dervixe, 1896–1920[124]

### Ordem Senussi
- Ahmed Sharif as-Senussi – Líder da Ordem Senussi, 1902–1933[125]

### Emirado de Jabal Xamar
- Saud bin Abdulaziz Al Rashid – Emir de Jabal Xamar, 1908–1920[126]

### República Democrática do Azerbaijão (1918–1919)
- Fatali Khan Khoyski – Primeiro-ministro do Azerbaijão[127]

### Estado Ucraniano (1918)
- Pavlo Skoropadskyi – Hetman de Toda a Ucrânia[128]

## Estatísticas

Proporções de fatalidades nas Potências Centrais

Para estatísticas semelhantes dos Aliados, veja Aliados da Primeira Guerra Mundial § Estatísticas.
| País                                 | País                                 | População (milhões) | Área (milhões de km2) | PIB (Bilhões de US$) | PIB per capita ($) |
| ------------------------------------ | ------------------------------------ | ------------------- | --------------------- | -------------------- | ------------------ |
| Império Alemão (1914)                | Continental                          | 67,0                | 0,5                   | 244,3                | 3.648              |
| Império Alemão (1914)                | Colônias                             | 10.7                | 3.0                   | 6.4                  | 601                |
| Império Alemão (1914)                | Total                                | 77,7                | 3.5                   | 250,7                | 3.227              |
| Império Austro-Húngaro (1914)        | Império Austro-Húngaro (1914)        | 50,6                | 0,6                   | 100,5                | 1.980              |
| Império Otomano (1914)               | Império Otomano (1914)               | 23.0                | 1.8                   | 25.3                 | 1.100              |
| Reino da Bulgária (1915)             | Reino da Bulgária (1915)             | 4.8                 | 0,1                   | 7.4                  | 1.527              |
| Total                                | Total                                | 156,1               | 6.0                   | 383,9                | 2.459              |
| Aliados, Total, novembro de 1914     | Aliados, Total, novembro de 1914     | 793,3               | 67,5                  | 1.096,5              |                    |
| Somente Reino Unido, França e Rússia | Somente Reino Unido, França e Rússia | 259,0               | 22.6                  | 622,8                |                    |

| País                   | Mobilizados | Mortos em combate  | Feridos    | Desaparecidos em ação | Total de vítimas | Percentagem de vítimas da força total mobilizada |
| ---------------------- | ----------- | ------------------ | ---------- | --------------------- | ---------------- | ------------------------------------------------ |
| Império Alemão         | 13.250.000  | 2.037.000 (13,65%) | 6.267.143  | 1.152.800             | 9.456.943        | 71%                                              |
| Império Austro-Húngaro | 7.800.000   | 1.494.200 (11,82%) | 3.620.000  | 2.200.000             | 7.314.200        | 94%                                              |
| Império Otomano        | 3.056.000   | 771.884 (10,84%)   | 763.163    | 250.000               | 1.785.000        | 60%                                              |
| Reino da Bulgária      | 1.200.000   | 75.844 (6,32%)     | 153.390    | 27.029                | 255.263          | 21%                                              |
| Total                  | 25.257.321  | 4.378.928          | 10.803.533 | 3.629.829             | 18.812.290       | 75%                                              |